# Eupithecia carribeana
Eupithecia carribeana är en fjärilsart som beskrevs av Claude Herbulot 1986. Eupithecia carribeana ingår i släktet Eupithecia och familjen mätare. Inga underarter finns listade i Catalogue of Life.